# Шталькнехт, Юлиус
Юлиус Шталькнехт (нем. Julius Stahlknecht; 17 марта 1817, Позен — 14 января 1892, Берлин) — немецкий виолончелист. Брат Адольфа Шталькнехта.
Учился в Берлине у Фридриха Враницкого. В 1838 г. был принял в Берлинскую придворную капеллу, с 1868 г. (после смерти Э. Ганца) и до выхода на пенсию в 1881 г. концертмейстер виолончелей. Концертировал вместе с братом, исполняя в том числе написанную совместно музыкальную картину «Вальпургиева ночь» для скрипки и виолончели, чья звуковая выразительность в изображении ведьминских плясок с участием кошек, жаб, сов и т. д. была высоко оценена «Всеобщей музыкальной газетой». В 1844 г. втроём с пианистом В. Штайфензандом братья Шталькнехт основали в Берлине серию концертов с исполнением фортепианных трио. В 1847 г. Штайфензанда сменил Карл Альберт Лёшгорн, этот состав совершил в 1853 г. турне по России. Автор двух виолончельных концертов и разнообразных мелких сочинений для своего инструмента.